# Метростанция „Мизия/НБУ“
„Мизия“ е станция от линия М3 на Софийското метро. Открита е на 24 април 2021 г. като част от участъка „Красно село“ – „Горна баня". До 27 март 2025 г. станцията носи името „Мизия/НБУ“.

## Местоположение
Станцията е разположена източно от бул. „Монтевидео“, напречно на неговата ос. Има два входни вестибюла. Западният е до кръстовището на бул. „Монтевидео“ с планирания бул. „Западна тангента“. Има вход/изходи и от четирите страни на бъдещето кръстовище. Източният вестибюл е с два вход/изхода на планирания бул. „Западна тангента“.
| № | Име на вход/изход          | Достъпност |
| - | -------------------------- | ---------- |
| 1 | ул. 761                    | асансьор   |
| 2 | ДКЦ 21                     | асансьор   |
| 3 | бул. Монтевидео            | асансьор   |
| 4 | ж.к. Овча купел 1          | асансьор   |
| 5 | 88 СУ „Димитър Попниколов“ | асансьор   |
| 6 | кв. Бузема                 | асансьор   |

## Архитектурно оформление
Станцията се намира между „Овча Купел 1“ и „Овча купел 2“. Станцията носи също местното име „Бор и Бузема“ заради намиращите се в района на 88 СУ „Димитър Попниколов“ „Танцуващи дървета“ (вход/изходи 5 и 6), чиито пейзаж е и основен мотив на метростанцията. Останалите изходи от 1 до 4 условно се наричат Бузема заради връзката с автобусите.

## Връзки с градския транспорт

### Автобусен транспорт
Метростанция „Мизия/НБУ“ се обслужва от 3 автобусни линии от дневния градски транспорт:
- Автобусни линии от дневния транспорт: 59, 60, 73